# Vittisbofjärd
Vittisbofjärd (äldre stavning Hvittisbofjerd, finska: Ahlainen) är en bygd inom Björneborgs stad och en tidigare kommun i landskapet Satakunda i Finland. Kommunen slogs samman med Björneborgs stad 1 januari 1972. Före sammanslagningen gränsade kommunen till Sastmola i norr, Påmark och Norrmark i öster samt Björneborg i söder. Väster om Vittisbofjärd ligger Bottenhavet. Vittisbofjärds kyrkoby hör till Museiverkets inventering av byggda kulturmiljöer av riksintresse. Enligt Museiverket är kyrkobyn en av de bäst bevarade kyrkobyarna i Finland. Centralbyn i kyrkobyn är Nederby (fi: Alakylä) med en träkyrka från 1796. Vittisbofjärd har en befolkning på ca 1 500 personer.

## Historia

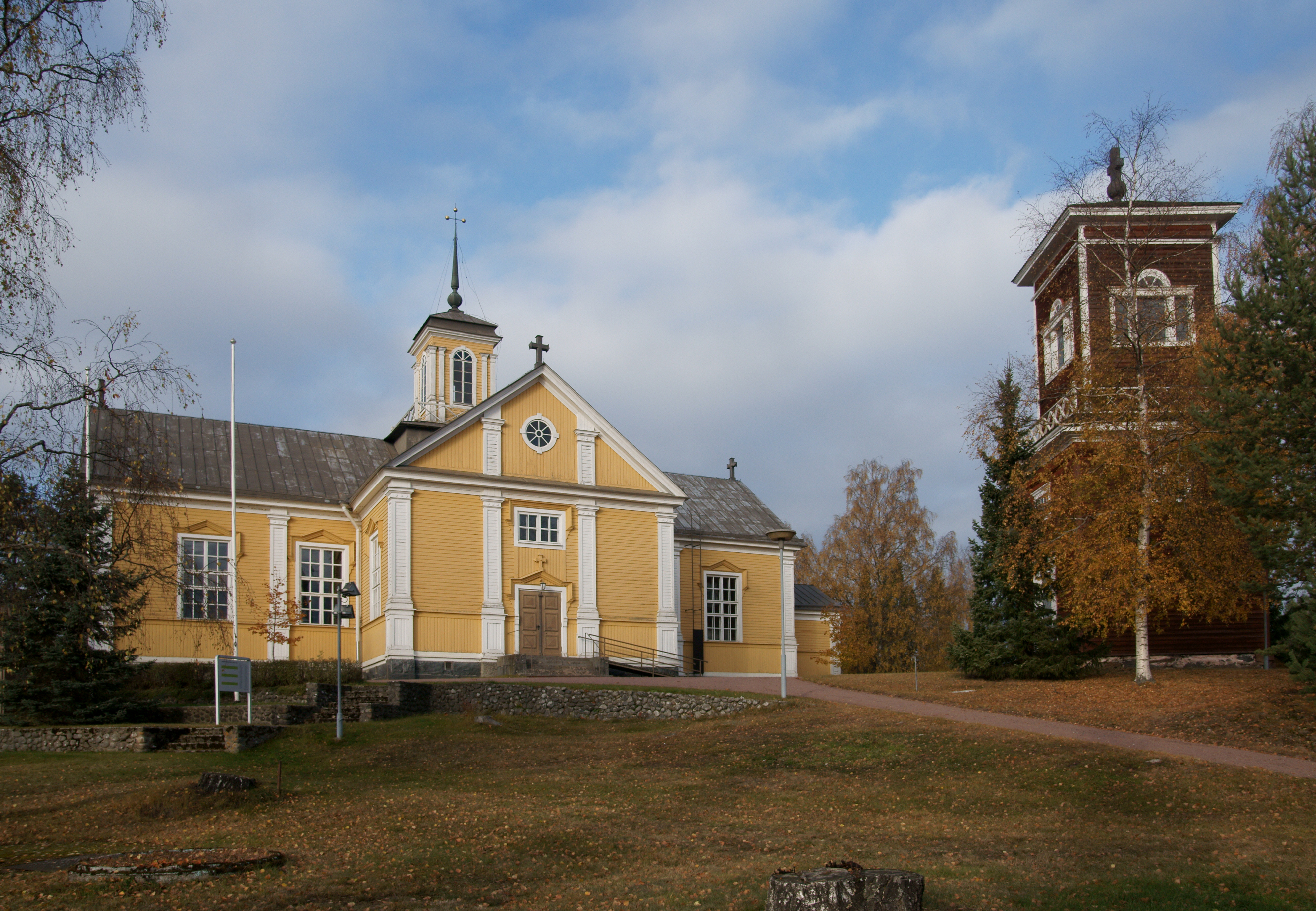
Vittisbofjärds kyrka, en korskyrka i trä, byggd 1796 och utvidgad 1908. Klockstapeln är från 1832.

Namnet Vittisbofjärd, tidigare Hvittisbofjerd, betyder ungefär "Vittisbornas fjärd", dvs. den fjärd som folk från Vittis brukat vistas vid och fiska i under medeltiden.  Under 1200- och 1300-talet bosatte sig svenskar i trakten. Under Gustav Vasas och dennes söners tid, vid Gustav Vasas och Vasaättens reduktioner, bildades rusthåll av de största gårdarna i Vittisbofjärd. Till dessa hörde bl.a. Herrgård, Uppgård, Malmgård och Stengård.
Ännu i början av 1800-talet var majoriteten av befolkningen svenskspråkig, men förfinskningen av trakten skedde relativt snabbt och år 1911 kunde tidningen Syd-Österbotten i Kristinestad rapportera att av den tidigare svenskspråkiga majoriteten var nästan ingenting kvar. År 1912 rapporterade Hufvudstadsbladet i Helsingfors om "den sista svensken" i Vittisbofjärd, Petter Gustaf Sjölund, en fiskare som beskrevs som "den enda nu lefvande människa, som bevarar någon hågkomst af den märkliga, numer utdöda svenska dialekten i Hvittisbofjärd". Som ett exempel på dialekten angavs i tidningen följande: "Brö je hlut (slut), ja gåtar (måste) ga ti kvärne å mal. Vi ha hlahta (slaktat) ronari (bässen), ja ska kör haun me hlega (släden) ti stagi (staden) å ja ska int plut (pruta). Karnge (hustru min) splitur vippona (spritar rörtofs) å flekku menn ska plåkk sjåortrun (hjortron)."  Avellan, Furuskär(i), Granqvist, Grönmark, Holmström, Lindberg och Ollonqvist är några av de många svenskspråkiga inskrifterna på gravvårdarna vid Vittisbofjärds kyrka. Dessa vittnar också om en tidigare talrik svensk befolkning.
Vittisbofjärd fick kapellrättigheter redan 1691 inom Ulvsby socken men blev självständig församling först 1908. Däremellan hade kapellförsamlingen en tid lytt under Norrmark kyrkoherdeämbete från och med 1861. År 1954 fick Vittisbofjärd sitt officiella kommunvapen. År 1972 blev kommunen en del av Björneborgs stad och församlingen en av Björneborgs församlingar.
Träkyrkan i Vittisbofjärd stod färdig år 1796, byggd efter den i Jalasjärvi bosatta Salomon Köykkä-Köhlströms ritningar, delvis omarbetade av ”Intendenturkontoret”. Helgedomen utvidgades år 1908 i enlighet med arkitekt Josef Stenbäcks planer till en korskyrka med 720 sittplatser. Klockstapeln är av C. L. Engels hand anno 1832. Altartavlan är målad år 1888 av Elin Danielson-Gambogi.

## Geografi
Före sammanslagningen med Björneborg hade Vittisbofjärds kommun en yta på 183,6 km².
De största byarna i Vittisbofjärd är Nederby (fi: Alakylä), Överby (fi: Ylikylä), Källfjärd (fi: Kellahti) och Lampis (fi: Lamppi) på fastlandet samt öbyarna Antören (fi: Anttoora), Bastuskär (fi: Bastuskäri), Lambalot (fi: Lampaluoto) och  Rankö (fi: Rankkuu). Vid kusten ligger halvöarna Fiskö, Sandö och Landskata. En fast förbindelse till delar av Vittisbofjärds skärgård bildades först år 1993 då regionalväg 272, även kallad Norra hamnvägen eller Björneborgs skärgårdsväg, stod färdig.
Två större åar mynnar ut i Bottenhavet i Vittisbofjärdstrakten: Norrån och Norrmark å.

## Befolkningsutveckling
| År       | 1880 | 1890 | 1900 | 1910 | 1920 | 1930 | 1940 | 1950 | 1960 | 1970 |
| Invånare | 3618 | 4098 | 4107 | 4313 | 3990 | 3948 | 3348 | 3598 | 2984 | 2438 |